# Equitazione ai Giochi della XVII Olimpiade - Dressage individuale
La competizione del dressage individuale di equitazione dei Giochi della XVII Olimpiade si è svolta i giorni 5 e 6 settembre 1960 a Piazza di Siena al interno di Villa Borghese a Roma.
Alla competizione parteciparono anche cinque donne. (identificate con il simbolo )

## Risultati

### Qualificazione
I migliori cinque alla finale
| Pos. | Binomio                 | Binomio           | Nazione          | Note giudici | Note giudici | Note giudici | Punti |
| Pos. | Cavaliere               | Cavallo           | Nazione          | I            | II           | III          | Punti |
| ---- | ----------------------- | ----------------- | ---------------- | ------------ | ------------ | ------------ | ----- |
| 1    | Sergey Filatov          | Absent            | Unione Sovietica | 347          | 358          | 369          | 1074  |
| 2    | Josef Neckermann        | Asbach            | Germania         | 349          | 363          | 359          | 1071  |
| 3    | Gustav Fischer          | Wald              | Svizzera         | 353          | 342          | 357          | 1052  |
| 4    | Henri Saint Cyr         | L'Étoile          | Svezia           | 336          | 337          | 363          | 1036  |
| 5    | Ivan Kalita             | Korbey            | Unione Sovietica | 338          | 336          | 336          | 1010  |
| 6    | Patricia Galvin         | Rath Patrick      | Stati Uniti      | 330          | 312          | 353          | 995   |
| 7    | Rosemarie Springer      | Doublette         | Germania         | 311          | 334          | 340          | 985   |
| 8    | Henri Chammartin        | Wolfdietrich      | Svizzera         | 331          | 326          | 321          | 978   |
| 9    | Yngve Viebke            | Gaspari           | Svezia           | 316          | 328          | 331          | 975   |
| 10   | António Reimão Nogueira | Greek Warrior     | Portogallo       | 301          | 314          | 333          | 948   |
| 11   | Lilian Williams         | Little Model      | Gran Bretagna    | 315          | 309          | 315          | 939   |
| 12   | Jessica Newberry        | Forstrat          | Stati Uniti      | 312          | 303          | 312          | 927   |
| 13   | Johanna Hall            | Conersano Caprice | Gran Bretagna    | 289          | 259          | 290          | 838   |
| 14   | František Šembera       | Ivo               | Cecoslovacchia   | 271          | 287          | 274          | 832   |
| 15   | Jorge Cavoti            | Vidriero          | Argentina        | 293          | 247          | 288          | 828   |
| 16   | Krum Lekarski           | Edgard            | Bulgaria         | 237          | 280          | 282          | 799   |
| 17   | Luís Mena e Silva       | Adonis            | Portogallo       | 246          | 269          | 260          | 775   |

### Finale
| Pos.    | Binomio          | Binomio  | Nazione          | Qualif. | Note giudici | Note giudici | Note giudici | Punti |
| Pos.    | Cavaliere        | Cavallo  | Nazione          | Qualif. | I            | II           | III          | Punti |
| ------- | ---------------- | -------- | ---------------- | ------- | ------------ | ------------ | ------------ | ----- |
| Oro     | Sergey Filatov   | Absent   | Unione Sovietica | 1074    | 360          | 353          | 357          | 2144  |
| Argento | Gustav Fischer   | Wald     | Svizzera         | 1052    | 344          | 337          | 354          | 2087  |
| Bronzo  | Josef Neckermann | Asbach   | Germania         | 1071    | 325          | 333          | 353          | 2082  |
| 4       | Henri Saint Cyr  | L'Étoile | Svezia           | 1036    | 340          | 342          | 346          | 2064  |
| 5       | Ivan Kalita      | Korbey   | Unione Sovietica | 1010    | 329          | 323          | 345          | 2007  |